# 钱山战役
钱山大捷是郑成功率领南明军队在抵抗清朝军队中取得的一场战斗胜利。

## 经过
南明永曆五年（1651年），郑成功率领明军取得磁灶大捷之后，于七月剿灭投靠清军的海盗势力陈春，并于九月挥师南下漳州。福建清军派协将陈尚智率军驰援漳州的王邦俊，与郑军在钱山一带对峙。二十五日，清军率先发动进攻，郑军以逸待劳，士气高昂，一举歼灭清军前锋，然后越战越勇，杀得清军横尸遍野。王邦俊、陈尚智狼狈逃窜，逃回漳州城，明军取得了钱山大捷的胜利。

## 影响
钱山大捷之后，漳州清军再不敢出城迎战。郑成功派人前往招降，却遭到拒绝，不过仍有数百清军投奔到郑成功麾下。